# Pan Dodek
Pour plus de détails, voir Fiche technique et Distribution.
Pan Dodek est un film polonais réalisé par Jan Łomnicki, sorti en 1971.

## Fiche technique
- Titre : Pan Dodek
- Réalisation : Jan Łomnicki
- Scénario : Krzysztof Teodor Toeplitz
- Musique : Jerzy Maksymiuk
- Photographie : Bogusław Lambach
- Montage :
- Costumes : Ewa Braun
- Société de production :
- Pays d'origine :  Pologne
- Format :
- Genre :
- Durée : 82 minutes (1 h 22)
- Date de sortie : 
  - Pologne : 26 février 1971

## Distribution
- Adolf Dymsza : Dodek
- Anita Dymszówna : la journaliste
- Tadeusz Łomnicki
- Józef Kondrat : le chauffeur de taxi
- Wiesław Michnikowski
- Kazimierz Krukowski : le réalisateur
- Feliks Chmurkowski